# 新潟産業大学
新潟産業大学（にいがたさんぎょうだいがく、英語: Niigata Sangyo University）は、新潟県柏崎市軽井川4730番地に本部を置く日本の私立大学。1946年創立、1988年大学設置。大学の略称は「新産大」。新潟県の私立四年制大学では最古の大学。高等教育コンソーシアムにいがたの加盟校である。2021年には通信教育課程を新設した。

## 概要
1988年（昭和63年）、旧新潟短期大学を四年制へ改組再編する形で開学した。改組にあたって新潟県と柏崎市のほか、周辺の高柳町、西山町（いずれも現在の柏崎市）、小国町（現在の長岡市）、出雲崎町、刈羽村が設立経費の全額を負担しており、運営する学校法人柏専学院と地元自治体の「公私協力方式」によって設立された公設民営大学である。
附属学校として新潟産業大学附属高等学校を傘下に有する。
大学は2014年（平成26年）11月7日、県と柏崎市に公立大学法人への移行を求める要望書を提出したが、柏崎市は2018年2月に、公立大学法人化は難しいとの判断を示している。

## 沿革
（沿革節の主要な出典は公式サイト）

### 年表
- 1946年（昭和21年）1月 - 下條恭兵、柏崎専門学校設立事務所を開設
- 1947年（昭和22年）
  - 3月 - 柏崎専門学校開学が、3月31日づけで文部省から認可[5]。学科は男子部経済科、女子部被服科。修業年限3年。
  - 6月 - 柏崎専門学校開学[6]

- 1950年（昭和25年）4月 - 学制改革により、柏崎短期大学に移行認可・開学
- 1958年（昭和33年）4月 - 新潟短期大学に改称。附属高等学校を併設
- 1985年（昭和60年）11月 - 新潟産業大学設置期成同盟会が発足
- 1988年（昭和63年）4月 - 新潟産業大学開学（経済学部経済学科）
- 1989年（平成元年）3月 - 新潟短期大学を閉学
- 1994年（平成6年）4月 - 人文学部（環日本海文化学科）を開設
- 1997年（平成9年）10月 - 学園創立50周年記念式典を挙行
- 1999年（平成11年）4月 - 生涯学習センターを開設
- 2001年（平成13年）10月 - 学生研修センター、インフォメーションセンターを開設
- 2004年（平成16年）4月 - 経済学部に産業学科開設。大学院経済学研究科経済分析・ビジネス専攻（修士課程）設置。人文学部環日本海文化学科を人文学部地域文化学科に改称。国際センターを開設
- 2006年（平成18年）4月 - 経済学部経済学科を経済学部経済経営学科と改称。経済学部産業学科を産業システム学部産業学科へ改組。経済学部に国際コミュニケーションビジネス学科新設。人文学部地域文化学科の学生募集停止
- 2008年（平成20年）10月 - 学園創立60周年・大学開学20周年記念式典を挙行
- 2009年（平成21年）4月 - 産業システム学部産業学科、経済学部国際コミュニケーションビジネス学科の学生募集停止。経済学部文化経済学科を開設
- 2016年（平成28年）4月 - 地域連携センター（生涯学習センターを吸収）、大学附属柏崎研究所を開設
- 2021年（令和3年）4月 - 経済学部経済経営学科に通信教育課程を開設[7]

## 学部・学科
- 経済学部
  - 経済経営学科
    - 経済分析・経済予測分野
    - 地域振興政策分野
    - 企業経営分野
    - 企業会計分野

  - 経済経営学科 通信教育課程(ネットの大学 managara)
  - 文化経済学科
    - 創造的文化ビジネス分野
    - 観光ビジネス分野
    - アグリ・フードビジネス分野
    - まちづくり・地方行政分野

## 大学院
- 経済学研究科
  - 経済分析・ビジネス専攻（修士課程）

## その他
- 学園祭の名称は紅葉祭（こうようさい）
- 強化指定部の水球[8]、空手、卓球[9]、ライフセービング部は全国大会の常連である。
- （一社）日本プロ野球選手会と協約締結し、引退選手のセカンドキャリア支援も行っている。[10]
- 新潟県唯一の経済学の単科大学
- 日本経済新聞社が実施した「地域貢献度」部門では、全国の755校の大学中、全国総合ランキングでは149位、新潟県内では3位、私立大学のみでは1位と上位に位置する大学である。また2021年には大学関係者が水球日本代表･東京五輪出場選手に選出されている。[11]

## 主な大学関係者
- 北原保雄 - 名誉学長
- 柴垣和夫 - 大学院経済学研究科教授
- 蓮池薫 - 准教授
- 青栁勧 - 水球部監督
- 岡村宜城 - サッカー部監督
- 西村智奈美 - 元非常勤講師

## 主な出身者
- 松井まさみち - シンガーソングライター

## 交流・協定
国際交流に関する協定を結んでいる大学（締結順）
- ハルビン師範大学（中華人民共和国（以下、中国））
- 慶一大学校（締結当時は慶北産業大学校。大韓民国（以下、韓国））
- 国立成功大学 文学院（台湾）

学術交流協定を結んでいる大学（締結順）
- ハバロフスク国立経済法律アカデミー（締結当時はハバロフスク国民経済大学。ロシア連邦（以下、ロシア））
- 黒龍江大学（中国）
- 高麗大学校（韓国）
- 集美大学（中国）
- 明道大学（台湾）
- モンゴル文化教育大学（モンゴル国）
- 唯心聖教学院（台湾）
- モスクワ国立ビジネス経営大学（ロシア）
- ビロビジャン国立教育大学（ロシア）
- ケアンズランゲージセンター（オーストラリア）

単位互換協定
- 新潟工科大学
- 新潟大学経済学部
- 新潟経営大学経営情報学部
- 長岡技術科学大学
- 新潟国際情報大学情報文化学部
- 長岡造形大学

地域連携協定
- 柏崎市・新潟産業大学・新潟工科大学（連携協定）
- 刈羽村・新潟産業大学・新潟工科大学（包括連携協定）
- 柏崎商工会議所・新潟産業大学・新潟工科大学（包括連携協定）
- 柏崎市高柳町「かやぶき集落荻ノ島」
- 柏崎信用金庫

大学間連携協定
- 大正大学
- 新潟工科大学

業務提携
- 株式会社ウィザス

## 附属学校
- 新潟産業大学附属高等学校

## 外部サイト
- 新潟産業大学
- ネットの大学 managara(通信教育課程)